# Anders Daae
Anders Daae (født 21. april 1838 i Bergen, død 19. december 1910 i Kristiania) var en norsk læge og kriminalist, far til Hans Daae.
Daae blev cand. med. 1861, læge i Kragerø 1864-87, direktør først ved Trondhjems Straffeanstalt, derefter til sin død ved andsstrafarbejdsanstalten Bodsfængslet i Kristiania. Daae var en lang årrække formand i Foreningen til forsorg for løsladte forbrydere.
Daae var tidlig kommet ind på kriminologiske studier, var fra 1890 medredaktør for Nordisk Tidsskrift for Fængselsvæsen og blev snart bemærket også som praktisk fængselsmand, navnlig ved at medvirke til indførelsen i de nordiske lande af det Bertillonske system til identificering af forbrydere; sammen med den danske politiinspektør Henrik Madsen udgav han 1899 en vejledning til systemets benyttelse og tilførte det senere praktiske forbedringer, opfundne af ham selv.

## Källor
- Daae, Anders i Salmonsens Konversationsleksikon (2. udgave, 1916)